# 단사영
단사영(段思英, 생몰년 미상)은 944년부터 폐위한 945년까지 대리국의 제2대 황제이다. 아버지는 초대 황제 단사평이다. 
944년 아버지를 이어서 황제에 올랐으나 숙부 단사량에 의해 폐위되다. 그 후 숭성사(崇聖寺)에서 삭발 출가하여 훙수대사(宏脩大師)이라는 법명을 쓰게 되었고, 97세 사망하였다. 